# Kvalifikace na Mistrovství Evropy ve fotbale 1988 – skupina 4
Zápasy kvalifikační skupiny 4 na Mistrovství Evropy ve fotbale 1988 se konaly v letech 1986 a 1987. Ze čtyř účastníků si postup na závěrečný turnaj vybojoval vítěz skupiny.

## Tabulka
| Tým           | B  | Z | V | R | P | VG | IG |
| ------------- | -- | - | - | - | - | -- | -- |
| Anglie        | 11 | 6 | 5 | 1 | 0 | 19 | 1  |
| Jugoslávie    | 8  | 6 | 4 | 0 | 2 | 13 | 9  |
| Severní Irsko | 3  | 6 | 1 | 1 | 4 | 2  | 10 |
| Turecko       | 2  | 6 | 0 | 2 | 4 | 2  | 16 |

## Zápasy
| 15. října 1986              |        |               |                                                                   |
| Anglie                      | 3:0    | Severní Irsko | Wembley, Londýn diváci: 35 300 rozhodčí: Alphonse Costantin (BEL) |
| Lineker 33', 80' Waddle 75' | Report |               | Wembley, Londýn diváci: 35 300 rozhodčí: Alphonse Costantin (BEL) |

| 29. října 1986                      |        |         |                                                           |
| Jugoslávie                          | 4:0    | Turecko | Poljud, Split diváci: 15 000 rozhodčí: Carlo Longhi (ITA) |
| Vujović 25', 33', 83' Savićević 73' | Report |         | Poljud, Split diváci: 15 000 rozhodčí: Carlo Longhi (ITA) |

| 12. listopadu 1986 |        |               |                                                                          |
| Turecko            | 0:0    | Severní Irsko | Alsancak Stadı, İzmir diváci: 25 000 rozhodčí: Stefan Dan Petrescu (ROU) |
|                    | Report |               | Alsancak Stadı, İzmir diváci: 25 000 rozhodčí: Stefan Dan Petrescu (ROU) |

| 12. listopadu 1986       |        |            |                                                             |
| Anglie                   | 2:0    | Jugoslávie | Wembley, Londýn diváci: 60 000 rozhodčí: Franz Wöhrer (AUT) |
| Mabbutt 21' Anderson 57' | Report |            | Wembley, Londýn diváci: 60 000 rozhodčí: Franz Wöhrer (AUT) |

| 1. dubna 1987 |        |                      |                                                                             |
| Severní Irsko | 0:2    | Anglie               | Windsor Park, Belfast diváci: 20 578 rozhodčí: Emilio Soriano Aladrén (ESP) |
|               | Report | Hodge 19' Waddle 42' | Windsor Park, Belfast diváci: 20 578 rozhodčí: Emilio Soriano Aladrén (ESP) |

| 29. dubna 1987 |        |        |                                                                     |
| Turecko        | 0:0    | Anglie | Alsancak Stadı, İzmir diváci: 25 000 rozhodčí: Valeri Butenko (URS) |
|                | Report |        | Alsancak Stadı, İzmir diváci: 25 000 rozhodčí: Valeri Butenko (URS) |

| 29. dubna 1987 |        |                           |                                                                    |
| Severní Irsko  | 1:2    | Jugoslávie                | Windsor Park, Belfast diváci: 5 482 rozhodčí: Werner Föckler (FRG) |
| Clarke 40'     | Report | Stojković 47' Vujović 80' | Windsor Park, Belfast diváci: 5 482 rozhodčí: Werner Föckler (FRG) |

| 14. října 1987                 |        |               |                                                                 |
| Jugoslávie                     | 3:0    | Severní Irsko | Grbavica, Sarajevo diváci: 22 500 rozhodčí: Klaus Peschel (GDR) |
| Vokrri 12', 34' Hadžibegić 74' | Report |               | Grbavica, Sarajevo diváci: 22 500 rozhodčí: Klaus Peschel (GDR) |

| 14. října 1987                                                        |        |         |                                                              |
| Anglie                                                                | 8:0    | Turecko | Wembley, Londýn diváci: 45 528 rozhodčí: Albert Thomas (NED) |
| Barnes 1', 28' Lineker 8', 42', 71' Robson 59' Beardsley 62' Webb 88' | Report |         | Wembley, Londýn diváci: 45 528 rozhodčí: Albert Thomas (NED) |

| 11. listopadu 1987 |        |                                              |                                                                               |
| Jugoslávie         | 1:4    | Anglie                                       | Stadion Crvene Zvezde, Bělehrad diváci: 70 000 rozhodčí: Michel Vautrot (FRA) |
| Katanec 80'        | Report | Beardsley 3' Barnes 17' Robson 20' Adams 25' | Stadion Crvene Zvezde, Bělehrad diváci: 70 000 rozhodčí: Michel Vautrot (FRA) |

| 11. listopadu 1987 |        |         |                                                                     |
| Severní Irsko      | 1:0    | Turecko | Windsor Park, Belfast diváci: 3 931 rozhodčí: Peter Mikkelsen (DEN) |
| Quinn 47'          | Report |         | Windsor Park, Belfast diváci: 3 931 rozhodčí: Peter Mikkelsen (DEN) |

| 16. prosince 1987    |        |                                             |                                                                   |
| Turecko              | 2:3    | Jugoslávie                                  | Alsancak Stadı, İzmir diváci: 10 000 rozhodčí: Bruno Galler (SUI) |
| Yusuf 68' Feyyaz 73' | Report | Radanović 5' Katanec 40' Hadžibegić 54' (p) | Alsancak Stadı, İzmir diváci: 10 000 rozhodčí: Bruno Galler (SUI) |